# Торрасса (станция метро, Барселона)
Торрасса (кат. Torrassa) — пересадочная станция метро Барселонского метрополитена, расположенная на линиях 1, 9S и 10S. Расположена под проспектом Каталунья, между улицами Альмерия и Розалия-де-Кастро в районе Ла-Торрасса (кат. La Torrassa) города Оспиталет-де-Льобрегат. Станция линии 1 была открыта 23 декабря 1983 года в составе участка "Санта Эулалия" — "Торрасса" и до продления линии до станции "Авингуда Каррилет" в 1987 году являлась конечной.
Одноимённая станция линии 9S и пересадка между двумя линиями была открыта 12 февраля 2016 года. С 8 сентября 2018 года новая станция также обслуживает линию 10S.

## Конструкция станции

### Линия 1
Станция с боковыми платформами длиной 96 метров. Кассовый зал находится над путями.

### Линии 9S и 10S
Платформы станции построены в одном тоннеле и находятся одна над другой. Через верхнюю платформу поезда идут в направлении к станции «Зона Университариа», через нижнюю — в сторону «Аэропорт Т1» (линия 9S) и "Фок" (линия 10S).
На станции установлены платформенные раздвижные двери.

## Выход в город
У станции два выхода. Один выход на проспект Торрен Горналь (кат. Avinguda Torrent Gornal), второй на улицу Альмерия (кат. Carrer d'Almeria).

## Перспективы
В будущем планируется открытие одноимённой железнодорожной станции в непосредственной близости от метро и создание ТПУ.
| В направлении к станции | <         | Линия | >                   | В направлении к станции |
| ----------------------- | --------- | ----- | ------------------- | ----------------------- |
| Оспиталь-де-Бельвидже   | Флурида   |       | Санта-Эулалия       | Фондо                   |
| Зона Университариа      | Кольбланк |       | Кан Триес - Гурналь | Аэропорт Т1             |
| Кольбланк               | Кольбланк |       | Кан Триес - Гурналь | Фок                     |